# Гальченюк, Александр Николаевич
Алекса́ндр Никола́евич Гальченю́к (бел. Аляксандр Мікалаевіч Гальчанюк; род. 28 июля 1967, Минск) — советский, российский и белорусский хоккеист, центральный нападающий, тренер.

## Карьера
Воспитанник минской хоккейной школы «Юность».
Участник зимних Олимпийских игр 1998 в Нагано в составе национальной сборной Белоруссии.
Участник чемпионатов мира 1998, 1999, 2000, 2001 в составе национальной сборной Белоруссии.
Участник кубка Канады 1991 в составе национальной сборной СССР.
Участник чемпионатов мира среди молодёжных команд 1986 и 1987 годов в составе молодёжной сборной СССР.
За национальную сборную СССР выступал в 1991 году. Провел 7 матчей.
За сборную клубов СССР выступал в 1987 году. Провел 7 матчей.
За молодёжную сборную СССР выступал с 1985 по 1987 год. На чемпионатах мира среди молодёжных команд провел 13 матчей, набрал 5 (2+3) баллов, заработал 12 минут штрафного времени.
За юношескую сборную СССР выступал в 1985 году.
За национальную сборную России выступал в 1996 году. Провел 5 матчей, набрал 1 (0+1) балл.
За национальную сборную Белоруссии выступал с 1998 по 2005 провёл 49 матчей, набрал 14 (1+13) баллов, заработал 38 минут штрафного времени.
В чемпионатах СССР (СНГ) провел 257 матч, забил 36 шайб.
В чемпионатах России провел 55 матч, набрал 12 (4+8) балла, получил 40 минут штрафного времени.
В декабре 2024 года вошел в тренерский штаб хабаровского «Амура», где стал одним из ассистентов Виктора Костюченка. Гальченюк получил должность тренера по развитию: и главной команды, и молодежной — «Амурские Тигры». В числе подопечных тренера оказался, в том числе, его сын Алекс. По итогам сезона-2024/25 «Амур» не пробился в плей-офф Кубка Гагарина, завершив регулярный сезон на предпоследнем, 22-м, месте в сводной таблице КХЛ.
6 мая 2025 года назначен главным тренером «Амура». Контракт был заключен на один год.

## Личная жизнь
Сын Александр Гальченюк-младший — американский хоккеист.

## Достижения
- Серебряный призёр юношеского чемпионата Европы (1985)[10]
- Чемпион мира среди молодёжных команд (1986)
- Чемпион СССР (1990)
- Чемпион СССР (1991)
- Чемпион СНГ (1992)
- Серебряный призёр чемпионата СССР (1986)
- Серебряный призёр чемпионата СССР (1987)
- Бронзовый призёр чемпионата СССР (1988)
- Финалист кубка СССР (1988)
- Финалист кубка европейских чемпионов (1991)
- Бронзовый призёр кубка европейских чемпионов (1991)
- Бронзовый призёр Шведских хоккейных игр (1996)
- Чемпион Италии (2001)
- Чемпион Италии (2002)
- Серебряный призёр Континентального кубка (2002)